# チャージ (人材派遣)
株式会社チャージ（英文表記：CHARGE CO., LTD.）は、大阪市北区に本社を持つ労働者派遣事業
2016年4月より有料職業紹介事業を本格的にスタート。

## 「あなたらしさをカタチにしよう」
をコンセプトにモノではなく人材をお取り扱いするということをとても意識している。
転職希望者・求職者の方にとっては人生の大きなライフイベントになる転職なので、経験・スキル・キャリア・人となりをしっかりとカウンセリングし、本当にご希望を最大限に活かす事のできるフィールドをみつけ出し成果を上げている。
職歴や経験・社会人経験なしのフリーターの方のように就職の機会に恵まれなかった方達の為にも未経験転職支援・サポートもしている。

## 支店
- 本社　　　　大阪市北区芝田1-4-14　芝田町ビル4F
- 東京支店　　東京都渋谷区東1-27-1　財日ビル5F
- 名古屋支店　名古屋市中村区名駅4-26-7　名駅UFビル5F
- 栄支店　　　名古屋市中区栄4-2-10　小浅ビル9F
- 大阪支店　　大阪市北区芝田1-4-14　芝田町ビル4F
- 難波支店　　大阪市中央区難波4-4-1　ヒューリック難波ビル12F
- 神戸支店　　神戸市中央区布引町4-2-12　ネオフィス三宮7F